# Межиця (община)
Община Межиця (словен. Občina Mežica) — одна з общин в північній Словенії. Адміністративним центром є місто Межиця.

## Населення
У 2010 році в общині проживало 3669 осіб, 1847 чоловіків і 1822 жінок. Чисельність економічно активного населення (за місцем проживання), 1327 осіб. Середня щомісячна чиста заробітна плата одного працівника (EUR), 908,50 (в середньому по Словенії 966.62). Приблизно кожен другий житель у громаді має автомобіль (47 автомобілів на 100 жителів). Середній вік жителів склав 43,6 роки (в середньому по Словенії 41.6).